# Matte painting

Rodaje combinado con dibujo adicional sobre cristal. Realizado por un estudiante de la facultad de cámara de VGIK.

El matte painting —pintura mate— es la representación visual pintada usada en la técnica del mate, en la que se recrean paisajes o escenarios realistas a partir de la integración o superposición de diferentes imágenes, ilustraciones o vídeos en una misma escena.

## Historia
Tradicionalmente, el matte painting (también llamado "técnica de la pintura sobre vidrio"). Se trata de una técnica que consiste en pintar un fondo lo más realista posible sobre un soporte de cristal y a continuación combinar ópticamente con elementos reales, de modo que, los actores parecen estar introducidos en el decorado pintado. Por lo tanto, cuanto más realista sea la pintura elaborada se logrará un resultado más verosímil. Esta técnica es proveniente de las pinturas utilizadas en el teatro. 
En la actualidad, este método se realiza digitalmente por lo que ha pasado a llamarse digital matte painting y se suele llevar a cabo con programas 2D, 3D y de postproducción (Illustrator, Photoshop, After Effect...). Es un recurso muy utilizado en películas, publicidad, carteles, portadas de libros, etc. El matte painting permite crear ambientes o paisajes imaginarios que en la vida real resultaría imposible (o casi imposible) de capturar.

## Matte paintingen el cine
Algunas de las primeras películas que utilizaron esta técnica fueron King Kong (1933) o Ciudadano Kane (1941). Otros ejemplos de grandes producciones que han usado matte painting son Star Wars (1977), E.T., el extraterrestre (1982), El señor de los anillos (1978), Avatar (2009) o Transformers (2007). Así mismo, algunos de los notables maestros que han llevado a cabo este procedimiento son Albert Whitlock, en películas como El planeta de los simios (1968) Terremoto (1974),  Chesley Bonestell en Planeta prohibido (1956), Star Trek (1979) y Blade Runner (1982), o Emilio Ruiz del Río que trabajó en más de quinientas películas, entre ellas Espartaco (Stanley Kubrick, 1960), Doctor Zhivago de David Lean (1965) o Dune (1984) de David Lynch.